# Фарж, Пьер
Пьер Мари Луи Фарж (фр. Pierre-Marie-Louis Farges; 12 октября 1858, Орийак — 2 февраля 1941, там же) — французский архивист, историк, дипломат и политик.
Двоюродный брат физика Пьера Эмиля Дюкло. Окончил парижскую Национальную школу хартий.
Работал архивариусом-палеографом, руководителем исторической канцелярии Министерства иностранных дел Франции (в 1895). Был французским консулом в Картахене, затем в Базеле.
Принимал участие в развитии туризма и в создании в 1898 году Информационно-туристических центров в Кантале, Орийаке и Вик-сюр-Сере.
В 1919—1924 годах был депутатом от Национального блока Франции, с 1923 года работал в Комитете по иностранным делам. До 1925 года избирался генеральным советником кантона Вик-сюр-Сер.
Представитель литературного движения Фелибры.
Автор работ:
- «Bayard, le chevalier sans peur et sans reproche» (1883),
- «Correspondance politique de MM. de Castillon et de Marsillac, ambass. de France en Angleterre de 1537 a 1542» (1885);
- «La Question juive il y a cent ans» (1886),
- «Recueil des Instructions données aux ambassadeurs de France en Pologne de 1648 à 1794» (1888) и целого ряда специальных статей.